# Татта (16-я буква алфавита гурмукхи)

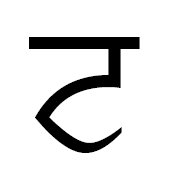
Татта

Татта (в.-пандж. ਟੱਟਾ), тэнка (в.-пандж. ਟੈਂਕਾ), тэ (шахмукхи ٹے) — шестнадцатая буква алфавита гурмукхи, обозначает глухой ретрофлексный взрывной согласный /ʈ/ (в сочетании с символами для обозначения гласных и на конце слова).
Примеры:
ਫ਼ੋਟੋ [foʈo] — фотография
ਪੇਟ [peːʈ] — живот

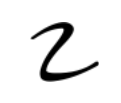
Тэнка рукописная
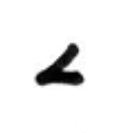
Тэнка (ланда)
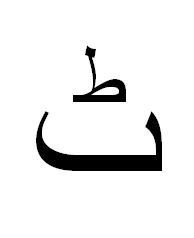
Тэ (шахмукхи)